# Brionne Davis
Brionne Davis (Dallas, 1976) è un attore statunitense.

## Filmografia
- Jesse's Closet (2003)
- Agent 5: A Night in the Last Life of (2008)
- Le streghe di Oz (2011)
- Dorothy and the Witches of Oz (2012)
- Gentlemen Explorers (2012)
- Savaged (2013)
- Mingle (2013)
- El abrazo de la serpiente, regia di Ciro Guerra (2015)
- Mom and Dad, regia di Brian Taylor (2017)